# 枫蓝国际小剧场
枫蓝国际小剧场，位于北京市海淀区西直门北大街32号枫蓝国际购物中心A座5楼。

## 简介
2009年9月，戏逍堂与枫蓝国际购物中心合作建立的枫蓝国际小剧场全面运营，戏逍堂在该剧场驻场演出，从此改变了此前几年戏逍堂四处找剧场演出的状态。2010年2月14日，戏逍堂在此演出原创话剧《我的老婆你别动》，这是戏逍堂在此驻场演出的开张新戏。
开张时，枫蓝国际小剧场占地面积660平米，共有大约230个座位。